# Merry-sur-Yonne
Merry-sur-Yonne este o comună franceză, situată în departamentul Yonne, în regiunea Bourgogne-Franche-Comté.

## Geografie

### Localizare
Merry-sur-Yonne este o comună franceză situată în sudul departamentului Yonne, la 33 km sud de reședința sa, Auxerre, pe D606, și la doar 6 km est de departamentul Nièvre (comuna Surgy).
Avallon se află la 27 km sud-est, Dijon la 137 km tot spre sud-est, iar Paris la aproximativ 203 km nord-vest.
Parcul natural regional Morvan începe la 10 km în linie dreaptă sud-est de Merry-sur-Yonne, în localitatea Asquins.

### Descriere, hidrografie
Merry-sur-Yonne se află în valea râului Yonne, afluent al Senei, pe malul stâng (partea vestică) al râului. În această regiune, Yonne curge în general de la sud la nord, dar și-a format un meandru convex spre dreapta în zona localității centrale (burgului).
Lățimea albiei majore, adică a câmpiei din fundul văii, este de aproximativ 350 m, la o altitudine de circa 127 m; localitatea centrală (burgul) este situată cu doar 10 m mai sus, la o altitudine medie de 135 m.
Fundul văii este de asemenea ocupat de canalul Nivernais, care împarte ocazional albia râului Yonne. Valea este mărginită de faleze înalte ce ating aproximativ 190 m altitudine, printre care se află stâncile Saussois, situate pe malul drept al râului Yonne.
Comuna include mai multe peșteri, printre care peștera Rechimet, peștera Grande Planchette, Cachot de Ravereau și peștera Roche aux Loup, toate patru explorate de clubul de speologie din Chablis. Multe dintre aceste peșteri sunt situri preistorice.

### Comune limitrofe
|       | Mailly-le-Château | Mailly-la-Ville |
|       |                   |                 |
| Crain | Châtel-Censoir    | Brosses         |

### Transporturi
Drumul departamental D100 traversează comuna de la nord la sud, conectând D606, lângă Vincelles (17 km la nord), cu Vézelay (22 km la sud).
Cele două drumuri principale cele mai apropiate sunt D606 la est, cu accesibilitate în Arcy-sur-Cure (13 km), Saint-Moré și Voutenay-sur-Cure (16 km); și N151, care trece prin Coulanges-sur-Yonne, la vest.
Autostrada cea mai apropiată este A6, cu ieșirea nr. 21 „Nitry” la 30 km nord-est și ieșirea nr. 22 „Avallon” la 34 km sud-est.

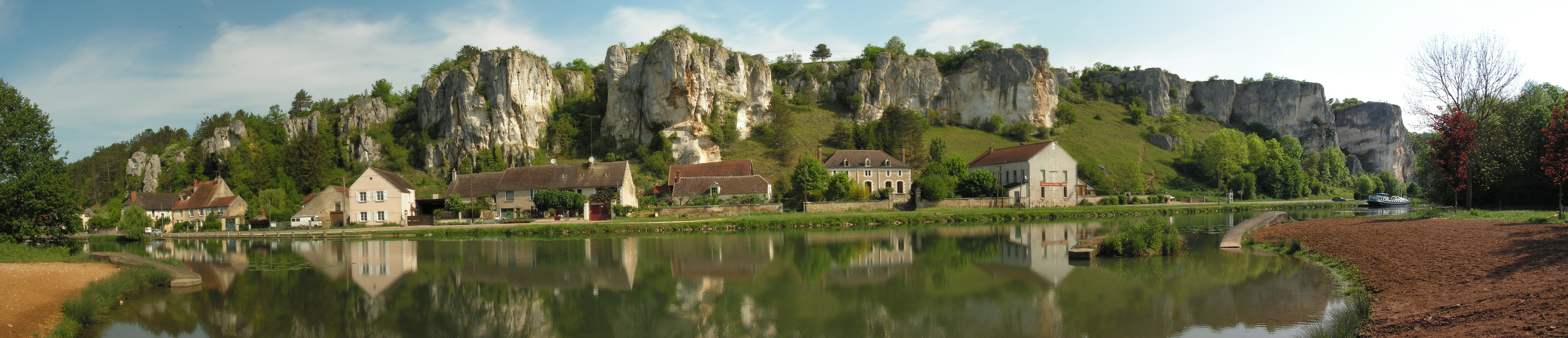
Stâncile Saussois și râul Yonne, văzute de pe plaja din Merry.

### Climă
În 2010, clima comunei era clasificată ca fiind de tip oceanic degradat, caracteristic câmpiilor din Centru și Nord, conform unui studiu realizat de  CNRS, bazat pe o serie de date pentru perioada 1971-2000. În 2020, Météo-France a publicat o tipologie a climei din Franța metropolitană, potrivit căreia comuna are o climă oceanică alterată și se află într-o zonă de tranziție între regiunile climatice „Lorena, platoul Langres, Morvan” și „Centru și contraforturile nordice ale Masivului Central”.
Pentru perioada 1971-2000, temperatura medie anuală este de 10,9 °C, cu o amplitudine termică anuală de 15,5 °C. Cantitatea medie anuală de precipitații este de 702 mm, cu 11,4 zile de precipitații în ianuarie și 7,5 zile în iulie. Pentru perioada 1991-2020, temperatura medie anuală observată la stația meteorologică situată în comună, este de 11,5 °C, iar cantitatea medie anuală de precipitații este de 776,9 mm.
Pentru viitor, parametrii climatici estimati pentru comună pentru anul 2050, conform diferitelor scenarii de emisii de gaze cu efect de seră, pot fi consultati pe un site dedicat publicat de Météo-France în noiembrie 2022.

## Urbanism

### Tipologie
La 1 ianuarie 2024, Merry-sur-Yonne este clasificată drept comună rurală cu habitat foarte dispersat, conform noii grile comunale de densitate cu șapte niveluri definită de INSEE (Institutul Național de Statistică și Studii Economice) în 2022. Comuna este situată în afara unităților urbane și în afara zonelor de metropolitane ale orașelor.

## Istorie

### Preistorie și protoistorie
În 1850, două topoare de piatră au fost descoperite în albia râului Yonne, la pertuis de Magny. Unul dintre ele, cu o lungime de 15-20 cm, este realizat din silex, iar celălalt, cu o lungime de 10 cm, este din porfir.
Peștera Roche au Loup, situată în Merry-sur-Yonne, este un sit arheologic datând din perioada Bronzului Târziu III. Totuși, a fost locuită cu mult timp înainte de această epocă. Printre alte obiecte mai vechi descoperite acolo, s-a găsit un răzuitor datat din perioada Châtelperroniană (aproximativ între 38.000 și 32.000 de ani în urmă), realizat dintr-o fosilă de arici de mare cioplită.
F. Poplin menționează că acest fosil a fost transportat pe o distanță considerabilă, că „nu reprezenta decât un modest galet ca materie primă” și că alegerea sa a fost cel mai probabil influențată de o sensibilitate psihologică față de „forme, materiale, culori, simțul descoperirii și al aproprierii...”. Fosila aparținea genului (dispărut) Micraster, datând din perioada Cretacicului.

### Epoca galo-romană
Cu ocazia unor lucrări la terasamentele drumului departamental D20, care urmează râul pe sub stâncile Saussois, au fost descoperite un număr mare de monede romane, datând din timpul împăraților Tetricus I și Gallienus. În apropiere, a fost găsită o statuetă din bronz a zeului Mercur, cu o înălțime de 15-20 cm.

### Evul Mediu
Sicrie de piatră au fost descoperite pe traseul drumului departamental D20, la intersecția a două vechi drumuri.
Castelul de la Tour a fost construit în secolul al XIII-lea. Încă din secolul al XIX-lea, acesta era deja în mare parte în ruină.

## Populația și societatea

### Date demografice
Evoluția numărului de locuitori este cunoscută prin recensămintele populației efectuate în comuna respectivă începând din 1793. Pentru comunele cu mai puțin de 10 000 de locuitori, un recensământ al întregii populații este realizat la fiecare cinci ani, populațiile legale pentru anii intermediari fiind estimate prin interpolare sau extrapolare. Pentru comuna respectivă, primul recensământ exhaustiv în cadrul noului dispozitiv a fost realizat în 2004.
În 2021, comuna număra 191 locuitori, în scădere cu -7,28 % față de 2015 (Yonne: -2,21 %, Franța fără Mayotte: +1,84%).
| An        | 1793 | 1821 | 1841 | 1856 | 1876 | 1886 | 1901 | 1921 | 1936 | 1962 | 1982 | 2006 | 2014 | 2021 |
| --------- | ---- | ---- | ---- | ---- | ---- | ---- | ---- | ---- | ---- | ---- | ---- | ---- | ---- | ---- |
| Populație | 579  | 553  | 601  | 645  | 562  | 501  | 412  | 294  | 293  | 246  | 227  | 216  | 210  | 191  |

## Cultura locală și patrimoniul

### Locuri și monumente
- Biserica Saint-Denis din Merry-sur-Yonne[29], cunoscută în trecut sub numele de Biserica Saint-Augustin[16].